# Voodoo Vegas
Voodoo Vegas is een Britse rockband uit Bournemouth.

## Bezetting
Huidige bezetting
- Lawrence Case (zang, mondharmonica)
- Ash Moulton (basgitaar)
- Meryl Hamilton (gitaar, sinds 2008)
- Jonathan Dawson (gitaar, sinds 2014)
- Mike Rigler (drums, sinds 2017)

Voormalige leden
- Nick Brown (gitaar, 2006–2014)
- Matt Jolly (drums, 2006–2013)
- Jonno Smyth (drums, 2013–2017)

## Geschiedenis
De in 2006 geformeerde 5-koppige band bracht in 2013 hun debuutalbum The Rise of Jimmy Silver uit, dat werd opgenomen door producent Pedro Ferreira in de Rockfield Studios in Wales. Voodoo Vegas had zijn eerste Duitse podiumoptreden in 2013 op het traditionele rockfestival van de Rockfreunde Rengsdorf (sinds 1981 een van de oudste openluchtfestivals in Duitsland). Op 20 juli 2014 speelde Voodoo Vegas op een mobiel podium van een dieplader op de Rheinland-Pfalz Tag Parade in Neuwied voor ongeveer 80.000 bezoekers en een groot televisiepubliek. In oktober 2014 speelde Voodoo Vegas in het voorprogramma van de Amerikaanse hardrockband Y&T in Nederland en België. Op 4 december 2014 speelde Voodoo Vegas de openingsact voor Status Quo in de Rodahal in Kerkrade (Nederland).
De band was met producent Guillermo 'Will' Maya (inclusief The Answer, Breed 77) in de Los Rosales Residential Studio in Madrid om de ep Hypnotise op te nemen, die op 12 oktober 2015 werd uitgebracht. De single met dezelfde naam is uitgebracht in de iTunes Store. Het hoesontwerp is getekend door striptekenaar Jim Boswell. Het tweede studioalbum Freak Show Candy Floss, uitgebracht op 4 november 2016, werd opnieuw opgenomen door producent Guillermo 'Will' Maya in de Los Rosales Residential Studio in Madrid. De hoes werd opnieuw getekend door striptekenaar Jim Boswell. De video voor de single Killing Joke (geïnspireerd door het Joker-personage uit de Batman-films) werd toegevoegd aan de afspeellijst van het SkyTV-satellietstation en het rockkanaal scuzz.

## Verder
De band financierde hun eerste studioalbum via crowdfunding via het PledgeMusic-platform. Het doel van de crowdfundings-campagne werd in slechts een paar dagen bereikt (zelfs overtroffen door 343%) en dus kon het debuutalbum worden geproduceerd met de hulp van de fans. De cover van het debuutalbum The Rise of Jimmy Silver, de ep Hypnotise en ook het tweede studioalbum Freak Show Candy Floss is getekend door striptekenaar Jim Boswell. De Amerikaanse professionele worstelaar Matt Taven gebruikt het nummer So Unkind als inleidende muziek.

## Onderscheidingen
- 2014: Winnaar van de Pure Rawk Awards in de categorie «New Band of the Year»

## Discografie
- 2013: The Rise of Jimmy Silver (album, VV Records / Cargo Records)
- 2015: Hypnotise (EP, VV Records)
- 2016: Freak Show Candy Floss (album, Jimmy Silver Records)